# Hochhirn
Hochhirn är en bergstopp i Österrike.   Den ligger i distriktet Gmunden och förbundslandet Oberösterreich, i den centrala delen av landet, 210 km väster om huvudstaden Wien. Toppen på Hochhirn är 1 821 meter över havet, eller 173 meter över den omgivande terrängen. Bredden vid basen är 2,3 km. Hochhirn ingår i Höllengebirge.
Terrängen runt Hochhirn är bergig åt sydväst, men åt nordost är den kuperad. Närmaste större samhälle är Ebensee, 8,4 km öster om Hochhirn. 
I omgivningarna runt Hochhirn växer i huvudsak blandskog. Runt Hochhirn är det ganska tätbefolkat, med 65 invånare per kvadratkilometer.